# Afro Celt Sound System
Afro Celt Sound System est un groupe britannique de musiques du monde, originaire de Londres, en Angleterre. Leur style musical mélange des styles modernes avec de la musique traditionnelle celtique et d'Afrique de l'Ouest. Le groupe est formé par le guitariste et producteur anglais Simon Emmerson et est rejoint depuis par de nombreux artistes de plusieurs pays, et accompagné de plusieurs invités.
Tous les albums du groupe ont été publiés sous le label Real World de Peter Gabriel et en sont rapidement devenus les plus gros vendeurs. Mais les performances en concert des Afro Celts sont également très remarquées et sont toujours parmi les plus attendues lors des concerts WOMAD.

## Histoire

### Débuts
L'inspiration derrière le projet remonte à 1991, lorsque Simon Emmerson, producteur et guitariste britannique nommé aux Grammy Awards, a collaboré avec la star de l'afro-pop Baaba Maal. Alors qu'il réalisait un album avec Maal au Sénégal, Emmerson est frappé par la similitude entre une mélodie africaine et un air traditionnel irlandais. De retour à Londres, le musicien irlandais Davy Spillane lui parle d'une croyance selon laquelle les Celtes nomades auraient vécu en Afrique ou en Inde avant d'émigrer en Europe occidentale. Que cette théorie soit vraie ou non, Emmerson est intrigué par les affinités musicales des deux régions.
Dans le cadre d'une expérience qui allait s'avérer fructueuse, Emmerson a réuni deux membres du groupe de Baaba Maal avec des musiciens irlandais traditionnels pour voir quel type de musique les deux groupes allaient créer. Pour ajouter une touche de modernité, Emmerson a également fait appel à des mixeurs de danse anglais pour créer un rythme électronique. « Les gens pensaient que j'étais fou lorsque j'ai lancé l'idée », déclare Emmerson à Jim Carroll du Irish Times. « À l'époque, je n'avais plus la cote dans les clubs londoniens. J'étais fauché et je dépendais de l'aide sociale, mais le succès a été extraordinaire. »

### Carrière
En une semaine, le groupe de musiciens enregistre la base de son premier album dans les studios de Real World, les installations d'enregistrement du musicien Peter Gabriel dans le Wiltshire, en Angleterre. Cet album, Volume 1 : Sound Magic, est publié par Real World en 1996 et marque les débuts de l'Afro Celt Sound System.
Alors que le deuxième album est sur le point d'être lancé, l'un des principaux musiciens du groupe, le claviériste Jo Bruce (fils du bassiste de Cream, Jack Bruce), âgé de 27 ans, décède soudainement d'une crise d'asthme, et le groupe est dévasté, et l'album est mis en attente. Sinéad O'Connor collabore alors avec le groupe et l'aide à surmonter sa perte. « O'Connor est entrée dans le studio par une nuit venteuse de novembre et est repartie en nous laissant quelque chose d'incroyablement émouvant et puissant », déclare McNally à Katz. « Nous avions ce morceau dont nous ne savions que faire. Sinéad a griffonné quelques paroles et bang ! » Le groupe a utilisé le nom de la chanson d'O'Connor, Release, pour le titre de leur album. Volume 2 : Release sort en 1999, et au printemps 2000, il se vend à plus d'un demi-million d'exemplaires dans le monde. Release est également utilisé comme l'une des œuvres musicales du GCSE au Royaume-Uni que les étudiants doivent étudier pour leur examen.
Le 20 mai 2014, Afro Celt Sound System annonce la sortie de l'album Born.

### Scission
Au cours de l'année 2015, le groupe se scinde en deux formations, l'une comprenant Simon Emmerson, N'Faly Kouyate et Johnny Kalsi, l'autre James McNally et Martin Russell. La séparation est annoncée sur le site web du groupe en janvier 2016,. Le conflit prend officiellement fin avec une annonce sur les médias sociaux le 21 décembre 2016.
Le groupe publie son septième album studio, Flight, le 23 novembre 2018,,.

## Membres
Le sound system reçoit de nombreux invités lors de l'enregistrement de leurs albums et certains reviennent à plusieurs reprises, mais les artistes ci-dessous sont ceux qui ont participé à la plupart des albums du groupe :
- Simon Emmerson – guitare, production
- N'Faly Kouyaté – kora, balaphon, n'goma, voix
- Moussa Sissokho – djembé, tama
- James McNally – bodhrán, accordéon
- Johnny Kalsi – dohol
- Iarla Ó Lionáird – voix
- Emer Mayock – flûtes, cornemuse
- Martin Russell – claviers, production, programmation

Le musicien et chanteur kényan Ayub Ogada est également présent dans les premier et quatrième albums, alors que la chanteuse irlandaise Sinéad O'Connor prête sa voix pour le deuxième album. Peter Gabriel et Robert Plant apparaissent pour leur part dans le troisième volume. Dorothée Munyaneza a également participé à plusieurs enregistrements (pour la musique du film Hôtel Rwanda, et pour le Volume 5 : Anatomic). Le musicien Myrdhin (harpe celtique) apparaît enfin dans 4 CD sur les 5 produits).

## Discographie

### Albums studio
- 1996 : Volume 1: Sound Magic
- 1999 : Volume 2: Release
- 2001 : Volume 3: Further in Time
- 2003 : Volume 4: The Seed
- 2004 : Pod
- 2005 : Volume 5: Anatomic
- 2010 : Capture: 1995-2010
- 2016 : The Source
- 2018 : Flight
- 2024 : OVA

### Bandes-son
- Bande originale du jeu vidéo « Arcanes » (Mythos Games / Virgin Interactive-1999)
- Bande originale du jeu vidéo Magic and Mayhem (1998)

## Réutilisations de leurs morceaux
- Bande-son de Gangs of New York (2002) - titre Dark Moon, High Tide (issu de l'album Volume 1: Sound Magic)
- Bande-son de It's Always Sunny in Philadelphia (2005) saison 15 épisode 8 The Gang Carries a Corpse Up a Mountain - titre Dark Moon, High Tide (issu de l'album Volume 1: Sound Magic)